# Grenade RGD-5
La RGD-5 (Ruchnaya Granata Distantsionnaya soit en français « Grenade à main à distance » ou « grenade à main à retard »), est un grenade antipersonnel à fragmentation soviétique, conçue dans les années 1950. La RGD-5 fut admise au service actif en 1954 et est toujours en service avec un grand nombre d'anciens états clients de la Russie. Elle fut fournie à l'Irak, ainsi qu’à d'autres nations arabes.

## Composition

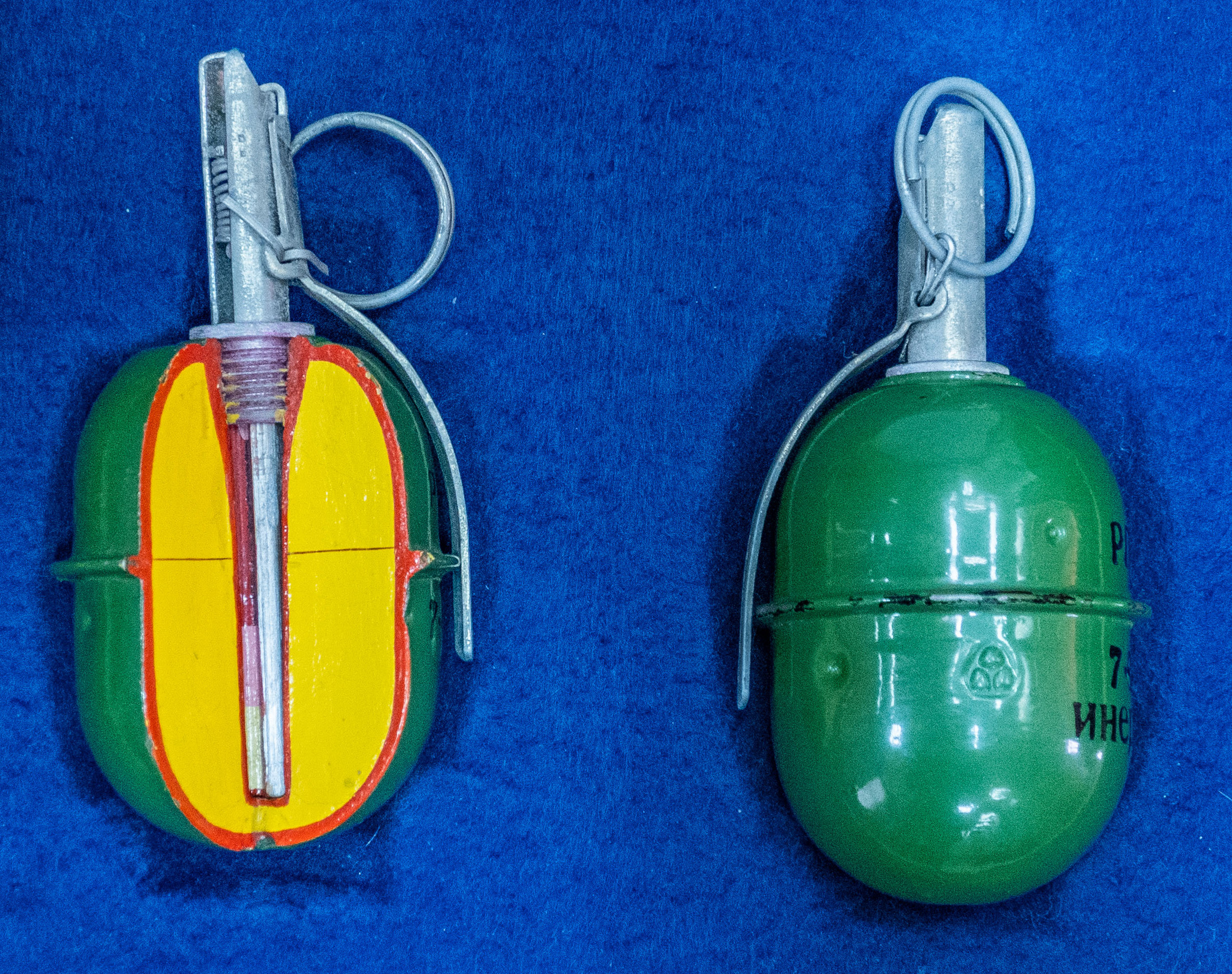
Vue en coupe.

La grenade contient une charge de 110 grammes de TNT avec une garniture interne de fragmentation, qui produit environ 350 fragments, et a un rayon de létal de 10 mètres. Le poids de la grenade avec la fusée montée est de 310 grammes. La grenade RGD-5 utilise une fusée UZRGM générant un retard 3,2 et 4 secondes, une fusée russe universelle qui est également utilisée dans les grenades RG-41, RG-42, et F1. La RGD-5 peut aussi être équipée de la fusée DVM-78 plus moderne, ou de variantes de la UZRGM avec des retards allant de zéro (c'est-à-dire instantanée pour une utilisation dans les pièges) à 13 secondes. Il est également possible de visser un dispositif de mise à feu VUM de type piège dans l'emplacement de la fusée.

## Description
La grenade a une forme d’œuf, sans nervure externe, à l’exception d’une arête latérale où les deux moitiés de la grenade se rejoignent. La surface externe est peinte en vert ou en olive terne. La RGD-5 peut être lancée environ 35 à 45 mètres par un soldat moyen des hommes et quand elle est lancée, il est possible d'entendre un fort «pop» indiquant que la fusée s’est allumée et commence à brûler. La grenade peut infliger des blessures (par exemple, des plaies pénétrantes de l'œil) à 15 mètres du lieu de la détonation. Les victimes situées à moins de 3 mètres du lieu de l’explosion sont presque certaines d'être tuées ou gravement blessées.
Cette grenade est encore fabriquée en Russie, des copies sont fabriquées en Bulgarie, en Chine (sous le nom de Type 59) et en Géorgie. Plusieurs millions de RGD-5 et de ses copies furent fabriquées au cours des années et, bien que pas aussi avancée que des grenades plus modernes qui sont spécifiquement conçues pour pénétrer un gilet pare-balles CRISAT, la RGD-5 est toujours une arme efficace et peu coûteuse. Une grenade RGD-5 coûte environ 5 dollars, ce qui la rend très abordable au cours d'un conflit majeur lorsque de nombreuses grenades sont nécessaires.
La grenade URG-N est un modèle de formation réutilisable de la RGD-5 construite en fonte de fer (plutôt qu’en tôle d'acier). Elle dispose d’une fusée modifiée contenant une charge explosive minuscule qui simule la détonation de la grenade. Le corps de cette grenade est peint en noir avec des marques blanches.

## Grenade à fusil
Il est possible de monter sur le AK-47 un lance-grenades sous la forme d’une coupe qui tire les grenades à main RGD-5. Le lance-grenades qui a la forme d’une boite à soupe est vissé sur le bout de canon du AK 47. Il est prêt pour le tir lorsqu’est insérée une grenade à main RGD-5 standard dans le lanceur, que la goupille de sécurité est enlevée, et qu’une cartouche à blanc spéciale est insérée dans le la chambre de fusil. Elle peut être tirée avec la crosse du fusil en appui sur le sol.
La portée maximale est d'environ 150 mètres.